# Knihovní systém s otevřeným zdrojovým kódem
Open source knihovní systém je knihovní systém s otevřeným zdrojovým kódem (angl. open source integrated library system). Knihovní software je soustava programů, které umožňují zpracovávat bibliografické záznamy o dokumentech, které knihovna vlastní, sdílet je s dalšími knihovnami, vytvářet administrativní záznamy o čtenářích, výpůjčkách, zajišťovat nákup knih a seriálů a provozovat online katalog – automatizovaně, tedy prostřednictvím počítačové techniky v rámci jednoho komplexního propojeného systému. Knihovní systémy s otevřeným zdrojovým kódem se ale liší od běžně používaných proprietárních systémů tím, že autoři dávají komunitě uživatelů k dispozici zdrojový kód programů, a sami uživatelé se mohou stávat také autory programů. Podstatná je skutečnost, že autoři softwaru také nijak neomezují právo uživatele upravovat software podle konkrétních potřeb. Takovému softwaru se také říká otevřený software nebo svobodný software. Záleží na konkrétním typu licence pod níž bývá provozován.

## Základní typy softwarových licencí

### Public domain
Software bez vyhrazených práv, s nulovou právní ochranou, lze s ním volně nakládat.

### Copyleftový software
Programy opatřené doložkou copyleft. Tato doložka nedovoluje přidávat další omezení, pokud někdo program dále modifikuje a distribuuje. Každá další kopie či odvozenina musí zůstat svobodným softwarem – jedná se o tzv. nakažení svobodnou licencí. Dále viz GNU GPL.

### Proprietární software
Programy, k jejichž zdrojovému kódu nemá uživatel přístup a nemůže v nich nic měnit.

### Shareware
Typ softwaru, u kterého je povoleno volné šíření kopií, aby si uživatel mohl po omezenou dobu daný program zdarma vyzkoušet. Poté musí svoji kopii smazat, koupit nebo zaregistrovat u výrobce.

### Freeware
Software, který je volně šířen, ale autorovi zůstávají autorská práva a pouze on může provádět změny v programu. Nesmí jej ale ani on ani nikdo další šířit komerčně.

### Original Equipment Manufacturer (OEM)
Programové vybavení, které je předinstalované na konkrétní počítač, je na něj licenčně vázáno a uživatel jej získává spolu s koupí počítače.

### Adware
Programy, které mohou být využívány zdarma, jsou však obvykle doplněny aktivní reklamou.

### Multilicence
Cenově zvýhodněné proprietární licence pro vládu, školství a velké firmy.

### OSS (Open Source Software)
Licence vzniklá v rámci Open Source Iniciative – umožňuje využití části programového vybavení i pod jinými licencemi.

### GNU GPL
Licence vzniklá v rámci Free Software Foundation – požaduje úplnou čistotu a svobodu softwaru v celé distribuci. Pro podporu programátorů byla vytvořena licence GPL (GNU Public Licence, Veřejná licence GNU), kterou mohou pro licencování své práce využívat všichni programátoři svobodného softwaru.

## Výběr systému
Pro výběr vhodného svobodného knihovního systému lze použít různá hlediska. Nejprve je nutné zhodnotit míru otevřenosti softwaru – zdrojový kód musí být volně dostupný. Poté následuje zhodnocení komunity, protože vybráním konkrétního systému s otevřeným zdrojovým kódem se i my stáváme členy dané komunity. Pokud nám pravidla komunity vyhovují, zamýšlíme se nad funkcionalitou systému – zda vyhovuje specifickým potřebám uživatele.
Při rozhodování se uvažují tato konkrétní hlediska
• z pohledu svobodného softwaru obecně:
stáří a stabilita systému, velikost, síla a aktivita komunity, její ochota poskytovat podporu a konzultace, dostupná dokumentace, styl vedení projektu, míra náročnosti instalace, uživatelská přívětivost grafického rozhraní, integrace s dalšími nástroji, existence vývojového plánu (roadmap), existence sponzora.
• z pohledu knihovny:
modul pro akvizici, správu seriálů, katalogizaci, výpůjční modul, OPAC s nástroji webu 2.0, podpora formátu MARC 21, exporty a importy dat v tomto formátu, podpora protokolu Z39.50, jednoduchá lokalizace a systémová úprava, možnost vytvářet konsorcia, API pro integraci do větších portálových řešení, využívání relační databáze, vytváření statistik, přístup z několika pracovních stanic (uživatelé, zaměstnanci), SIP2 (server umožňující připojení automatických systémů). Obecně se dá říci, že se jedná o moderní knihovní systémy navržené "knihovníky pro knihovníky" (samozřejmě ve spolupráci se softwarovými architekty), většinou zahrnující nové přístupy webu 2.0.

## Nejznámější knihovní systémy s otevřeným zdrojovým kódem a aktivní komunitou

### Evergreen
Vývoj Evergreenu začal v roce 2004 ve státě Georgie v USA organizací Georgia Public Library Service. Tamní knihovny byly nespokojené s provozem a směrem vývoje užívaných proprietárních systémů, a tak vytvořily konsorcium Public Information Network for Electronic Services (PINES) a nechaly vyvinout systém, který plně vyhovoval jejich požadavkům a představám. Protože se jednalo o systém s otevřeným zdrojovým kódem, vývoj je vyšel také mnohem levněji než poplatky za úpravu komerčního softwaru. První verze systému byla vydána v září 2006. V té době ji využilo přibližně 250 knihoven konsorcia v Georgii. Postupně byla vytvářena další konsorcia v USA a v Kanadě, došlo také k rozšíření i do dalších zemí mimo Ameriku. Evergreen je koncipován jako stabilní, robustní, flexibilní, bezpečný a k uživateli přátelský systém.
Aktuální stabilní verze k 28. 7. 2017: 2.12.4
Zdrojový kód licencován pomocí licence GNU GPL.
Použité programovací jazyky: JavaScript(uživatelské rozhraní), Perl (knihovny využity pro zpracování bibliografických dat), C (akcelerace vyhledávání), XUL
Operační systém na serveru: Linux
Operační systém na klientském počítači: Linux, MS Windows
Podporovaná databáze: PostgreSQL
Web server: Apache
Hlavní komerční podpora systému: Equinox Software
Implementace v České republice: Knihovna Jabok, Knihovna Evangelikálního teologického semináře Archivováno 23. 6. 2020 na Wayback Machine., Knihovna Indického velvyslanectví v ČR, Knihovna Kardinála Berana

### Koha
Koha je nejstarší open sourcový knihovní systém. Byl vytvořen na Novém Zélandu v roce 1999 společností Katipo Communications pro Horowhenua Library Trust, jejichž knihovní systém si neuměl poradit s přechodem na rok 2000 (tzv. Y2K). Název pochází z maorského jazyka a znamená dar. První instalace naživo proběhla v lednu 2000. Systém je stabilní a je vhodný i pro velké knihovny.
Zdrojový kód licencován pomocí licence GNU GPL.
Programovací jazyky: Perl/CGI
Podporovaná databáze: MySQL, MariaDB
Aktuální stabilní verze k 26. 8. 2022: 22.08
Operační systém na serveru: Linux
Operační systém na klientu: jakýkoliv, k provozu klienta stačí webový prohlížeč
Podpora vyhledávání: Zebra, Elasticsearch
Hlavní komerční podpora systému v ČR: R-Bit Technology, s.r.o.
Hlavní komerční podpora systému ve světě: BibLibre, ByWater Solutions, Equinox Software, Catalyst, PTFS - LibLime

### PMB (PhpMyBibli)
PMB je systém, který byl jako open source knihovní systém vyvinut ve Francii, kde je také nejrozšířenější. Dále byl implementován převážně v evropských knihovnách. Rovněž plně vyhovuje knihovnickým požadavkům. Dle některých studií je nejelegantnějším řešením pro malé knihovní sítě.
Licence: původně GNU GPL, v současné době CECILL (svobodná licence podobná GNU GPL, která zajišťuje právní bezpečnost ve Francii a zemích s podobným právním systémem).
Programovací jazyky: PHP
Databáze: MySQL
Web server: Apache
Vydání první verze: 2009
Aktuální stabilní verze k 1. 1. 2012: 3.4
Operační systém: Windows, Linux, Mac OS X
Hlavní komerční podpora: PMB Services

### NewGenLib
Jedná se o knihovní software vyvinutý v Indii a populární zvláště v rozvojových zemích. Od samého počátku se orientuje na knihovny ve veřejném sektoru.
Licence zdrojového kódu: GNU GPL
Programovací jazyky: Java
Server: Apache Tomcat
Operační systém: Linux, Windows
Databáze: PostgreSQL
Rok uvedení na trh: leden 2008
Aktuální stabilní verze k 1. 1. 2012: 3.0.3
Hlavní komerční podpora: Verus Solutions Ltd.

### Gnuteca
Brazilský knihovní systém s otevřeným zdrojovým kódem populární zvláště v neanglicky (především portugalsky) mluvících zemích. Existuje také francouzská lokalizace. Byl vyvíjen v prostředí CDS/ISIS, takže umožňuje snadnou migraci takových sbírek.
Licence zdrojového kódu: GNU GPL
Programovací jazyky: PHP, Perl
Operační systém: Linux, Windows
Web server: Apache
Databáze: PostgreSQL
Vydání první verze: 2001
Aktuální stabilní verze k 1. 1. 2012: 3.2
Hlavní podpora: Solis – Free Solutions Iniciative